# Denizbükü (Abana)
Denizbükü is een dorp in het Turkse district Abana en telt 75 inwoners.
Centrale districtsplaats (İlçe Merkezi): Abana
Dorpen (Köyler):
Akçam · Altıkulaç · Çampınar · Denizbükü · Elmaçukuru · Göynükler · Kadıyusuf · Yakabaşı · Yemeni · Yeşilyuva